# Корвинув (платформа)
Корвинув (пол. Korwinów) — остановочный пункт в деревне Корвинув в гмине Почесна, в Силезском воеводстве Польши. Имеет 2 платформы и 2 пути.
Остановочный пункт построен под названием «Словик» (пол. Słowik, нем. Slowik) на линии Варшаво-Венской железной дороги в 1870 году, когда эта территория была в составе Царства Польского. Нынешнее название пункт носит с 1923 года.